# Харченко Іван Устинович
Іван Устинович Харченко (*23 вересня 1918, с. Комарівка, Ніжинський повіт, Чернігівська область — †1 липня 1989, Київ) — учасник Другої Світової війни, Герой Радянського Союзу (1944). Заслужений працівник МВС СРСР.

## Біографія
Народився у селищі Комарівка, Ніжинського повіту (зараз Борзнянський район, Чернігівська область) у багатодітній селянській родині, мав дві старші та одну молодшу за нього сестер. Українець. В 1933 році, коли батько Івана, Устин Петрович, помер під час голодомору, старша сестра забрала 15-річного брата Івана до Москви. Іван Устинович почав свою трудову діяльність на авіазаводі імені Чкалова столяром.
В 1938 році його викликав до лав Червоної Армії Кунцевський РВК. Службу почав проходити у військах Місцевої Протиповітряної оборони НКВС у м. Запоріжжі. Після 3 років строкової служби Іван Устинович повинен був демобілізуватись з посади старшини роти, але відразу після початку Німецько-радянської війни був направлений до проходження курсів молодших лейтенантів, м. Ленінград.
Після важких боїв другої половини 1941 року, 31 Окремий Інженерно-протихімічний батальйон військ МППО НКВС, після доформування, був направлений до Сталінграду. Молодшим лейтенантом Іван Устинович повернувся до своєї частини на посаду командира взводу.
Під час Сталінградської битви німецька авіація безперервно бомбардувала місто. Чимало бомб лишалось непідірваними. Також Люфтваффе використовували бомби з затримкою підриву — підрив через півгодини, годину чи довше після закінчення авіанальоту, це деморалізувало цивільне населення та військових. Іван Устинович керував роботами з розмінування та особисто розміновував непідірвані бомби та снаряди.
Після відвоювання Києва, Іван Устинович розміновував Київ та центральні райони України. В архівах Національного музею історії України у Другій світовій війні зберігається фотографія зруйнованого Хрещатика с надписом на дерев'яній дощечці «Проверено — мин нет. Л-т Харченко». Член ВКП(б) с вересня 1943 года.
2 листопада 1944 року був виданий указ Президії Верховної Ради СРСР про присвоєння Івану Устиновичу Харченку звання Героя Радянського Союзу з врученням ордена Леніна та медалі Золотої Зірки (№ 5573). На той момент Іван Устинович ліквідував понад 1500 бомб калібру більше 500 кг та більш ніж 25 000 інших вибухонебезпечних предметів.
Після закінчення Німецько-радянської війни, Іван Устинович продовжував ліквідацію небезпечної спадщини війни. За розмінування у мирний час Іван Устинович був нагороджений орденами Червоного Прапора, Червоної Зірки та медаллю «За бойові заслуги». В 1950 році Іван Устинович закінчив Вищу офіцерську інженерну школу, м. Москва. Він особисто розміновував до 1956 року, після чого керував роботами по розмінуванню та ділився багатим бойовим досвідом з офіцерами підрозділів військ Цивільної оборони. В 1961 році командував батальйоном, що ліквідовував наслідки Куренівської трагедії.
Після звільнення в запас в 1964 році, Іван Устинович працював на інженерних посадах в Міністерстві монтажних та спеціальних будівельних робіт УРСР до 1986 року, коли він пішов на пенсію.

Надгробок на могилі

Іван Устинович Харченко помер в Києві 1 липня 1989 року. Похований в Києві на Міському кладовищі «Берківці».

## Військова служба[2]
- 1938—1941 — 31 Окремий Інженерно-протихімічний батальйон військ МППО НКВС (Запоріжжя), курсант, командир відділення, старшина роти
- 1941 — Курси молодших лейтенантів при Ленінградській школі вдосконалення командного составу Головного управління інженерних військ (Ленінград), курсант
- 1941—1942 — 22 Окремий Інженерно-протихімічний батальйон військ МППО НКВС (Горький), командир взводу
- 1942—1943 — 31 Окремий Інженерно-протихімічний батальйон військ МППО НКВС (Сталінград), командир взводу
- 1943—1945 — 6 Інженерно-протихімічний полк військ МППО НКВС Київ, командир взводу
- 1945—1951 — 6 Інженерно-протихімічний полк військ МППО МВС Київ, командир роти
- 1951—1955 — 3 загін служби МПВО МВС Київ, командир піротехнічної команди
- 1955—1956 — 6 Інженерно-протихімічний полк військ МППО МВС Київ, начальник піротехнічної служби
- 1956—1960 — 6 Інженерно-протихімічний полк військ МППО МВС Київ, командир інженерного батальйону
- 1960—1962 — 120 Окремий Інженерно-протихімічний полк військ МППО Київського військового округу, командир інженерного батальйону
- 1962—1964 — Штаб Цивільної Оборони УРСР Київ, офіцер з організації бойової підготовки

## Нагороди
Нагороди наводяться в хронологічному порядку нагородження (за винятком ювілейних медалей та медалей за вислугу років).
- Медаль «За оборону Сталінграда»
- Золота Зірка Героя Радянського Союзу та Орден Леніна
- Медаль «За перемогу над Німеччиною»
- Медаль «За бойові заслуги»
- Орден Червоної Зірки
- Орден Червоного Прапора
- Орден Вітчизняної війни I ступеня

## Особисте життя
В 1942 році одружився з Ніною Степанівною Гордєевою (1926—2014). Виховав сина Валентина (1945-2016) і дочку Людмилу (н. 1947). З воєнних років і до кінця життя дружив з власним кореспондентом газети «Правда» Александром Степановичем Богмою.